# 土田真里恵
土田 真里恵（つちだ まりえ、1994年10月4日 - ）は、神奈川県横浜市出身の日本の女優。身長は160cm、体重は44kg、血液型はB型。特技はバレエ、ピアノ。 

## 出演歴

### テレビ

#### TBS系列
- 水戸黄門 第36部 第2話 - お千代 役
- 万引きGメン二階堂雪13
- こちら本池上署2 第6話 - 女の子B 役
- 池袋ウエストゲートパーク
- 孤独の賭け ～愛しき人よ～

#### テレビ東京系列
- 林家三平ものがたり - 泰葉 役

### 雑誌
- LemonTeen Plus

### CM
- かどや ごま油
- 藤和ハウス セレシス 夢～表札篇

### 舞台
- 里見浩太朗特別公演 新撰組余聞 花かんざし
- 女の一生
- スクルージ（1999年）